# Heinrich Höhler
Heinrich Höhler (* 1. November 1907 in Drabenderhöhe; † 6. März 1995 ebenda) war ein deutscher evangelisch-reformierter Geistlicher.

## Leben
Höhler wurde nach dem Vikariat zum Pfarrer ordiniert und wurde 1938 zum Pfarrer der evangelisch-reformierten Gemeinde Elberfeld gewählt.
1954 wurde er zum Superintendenten des Kirchenkreises Elberfeld gewählt. dieses Amt übte er bis 1972 aus. Sein Nachfolger wurde Edzard Roland. 1965 wurde die Kapelle im Herzzentrum Wuppertal durch Superintendent Höhler eingeweiht. Von 1961 bis 1973 gehörte Heinrich Höhler als nebenamtliches Mitglied der Kirchenleitung der Evangelischen Kirche im Rheinland an.

## Privates
Er war Vater der Journalistin und Moderatorin Gertrud Höhler.

## Veröffentlichungen (Auswahl)
- Besinnung. 400 Jahre Evangelisch-Reformierte Gemeinde Elberfeld 1552 bis 1952. Wuppertal-Elberfeld 1952.